# Macrozamia macdonnellii
Macrozamia macdonnellii, je druh cykasu z čeledi zamiovité (Zamiaceae). Jako jediný druh makrozamie je endemický ve střední Austrálii. Roste na jihu Northern Teritory v pohoří MacDonnell Ranges, které tomuto cykasu dalo jméno.

## Popis
Dorůstá výšky 0,4–3 m, s průměrem kmene 60–80 cm. Je snadno rozeznatelná od ostatních makrozamií namodralou barvou listu.